# Пига руда
Пи́га руда (Lipaugus unirufus) — вид горобцеподібних птахів родини котингових (Cotingidae). Мешкає в Мексиці, Центральній і Південній Америці.

## Опис

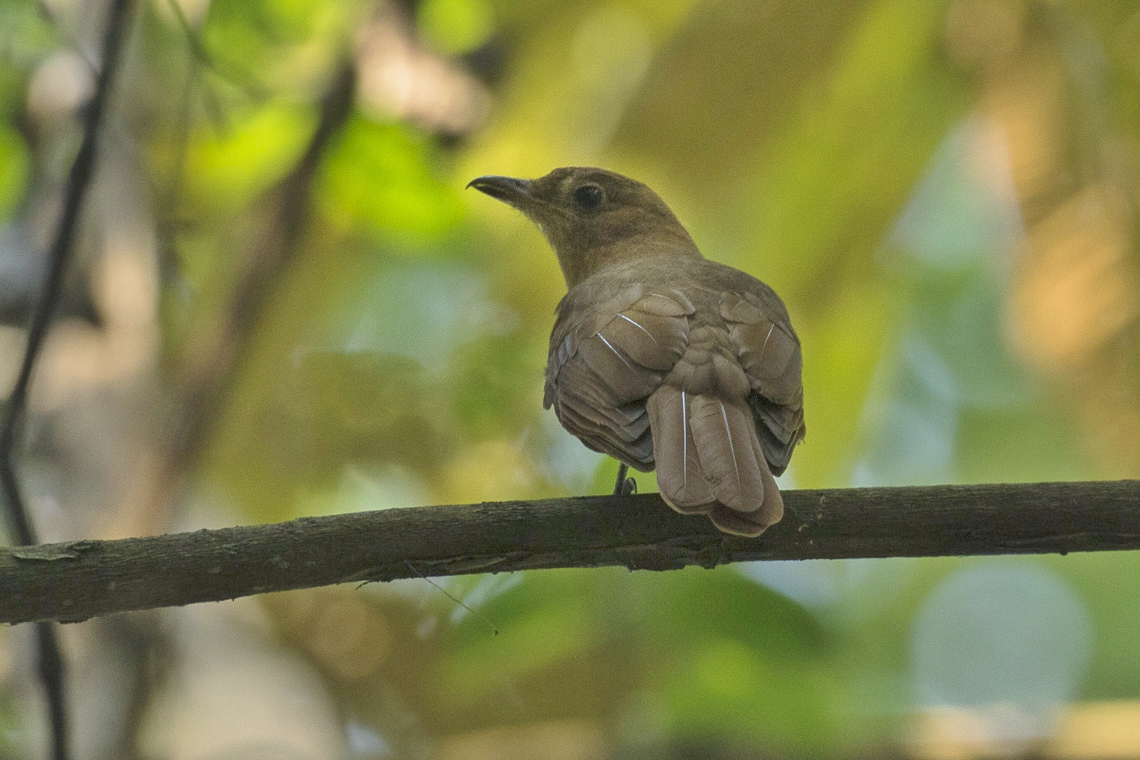
Руда пига

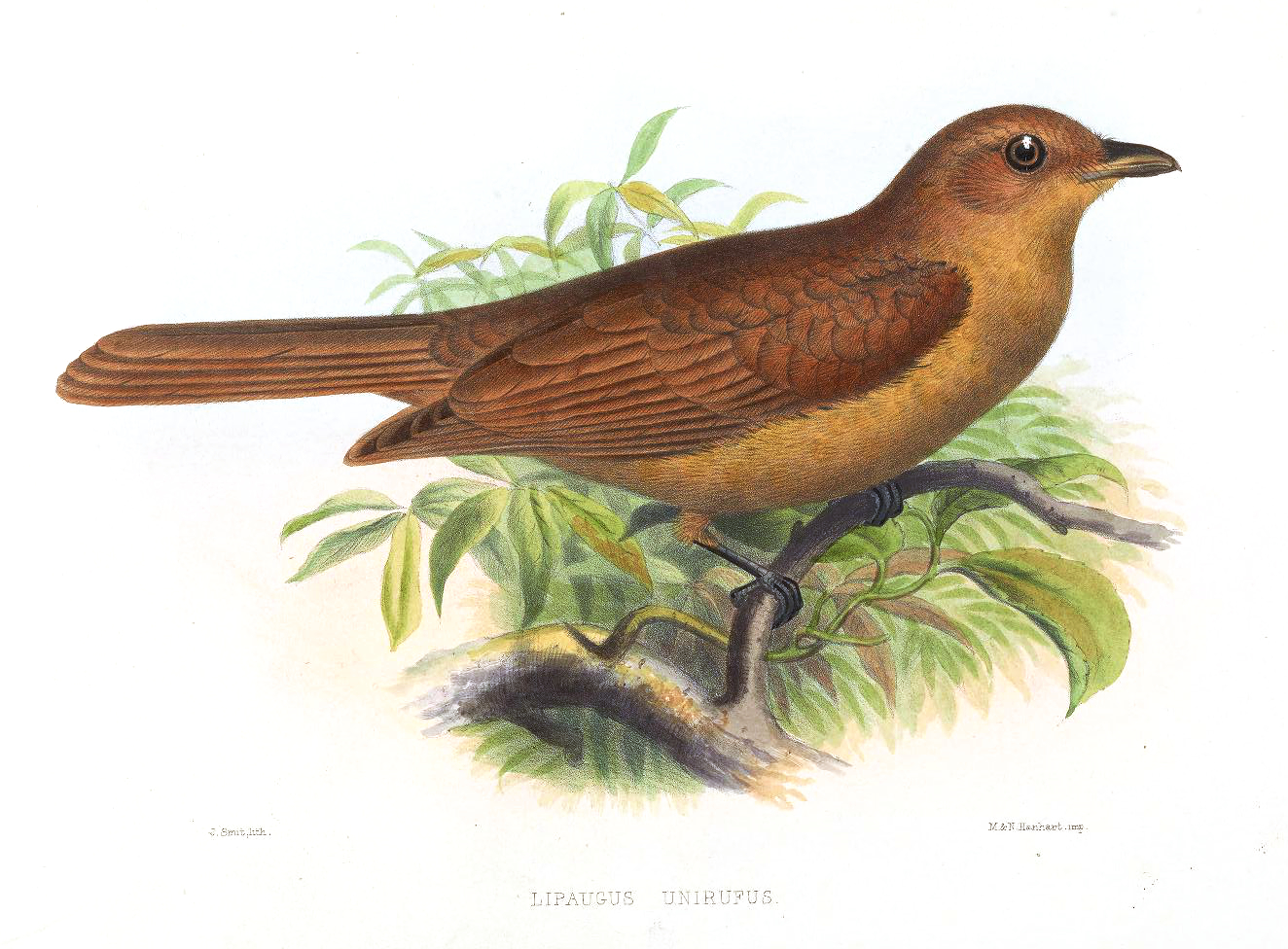
Руда пига

Довжина птаха становить 23,5 см, вага 69-87 г.Виду не притаманний статевий диморфізм. Верхня частина тіла рівномірно рудувато-коричнева, нижня частина тіла дещо блідіша, горло більш світле. Дзьоб широкий, тілесного кольору або коричневий біля основи, іноді навколо очей є світлі кільця. Самці видають гучні, пронизливі крики: «пии-гаа».

## Підвиди
Виділяють два підвиди:
- L. u. unirufus Sclater, PL, 1860 — від південної Мексики (від південного Веракруса і північної Оахаки) через схід Центральної Америки до західної Колумбії;
- L. u. castaneotinctus (Hartert, EJO, 1902) — крайній південний схід Колумбії (Каука) і північний захід Еквадору (Есмеральдас).

## Поширення і екологія
Руді пиги мешкають в Мексиці, Гватемалі, Белізі, Сальвадорі, Гондурасі, Нікарагуа, Коста-Риці, Панамі, Колумбії і Еквадорі. Вони живуть в нижньому і середньому ярусах вологих рівнинних тропічних лісів. Зустрічаються на висоті до 1200 м над рівнем моря. Живляться плодами лаврів і пальм, а також комахами і павуками. Сезон розмноження в Коста-Риці триває з березня по серпень. За сезон може вилупитися два виводки.